# Glabrotelson bozici
Glabrotelson bozici is een eenoogkreeftjessoort uit de familie van de Ectinosomatidae. De wetenschappelijke naam van de soort is voor het eerst geldig gepubliceerd in 1974 door Soyer.